# Instruction set
Un instruction set, in informatica ed elettronica, è un insieme di istruzioni macchina che descrive aspetti, visibili a basso livello dal programmatore, dell'architettura di un calcolatore, definita in inglese come Instruction Set Architecture o con l'acronimo ISA. L'espressione è a volte usata anche per distinguere l'insieme suddetto di caratteristiche dalla microarchitettura, l'insieme di tecniche di progettazione utilizzate per implementare l'insieme di istruzioni (tra cui microcodice, pipeline e sistemi di cache).

## Descrizione
Si tratta dell'insieme delle istruzioni base che il processore è in grado di eseguire, costituendo così il suo linguaggio macchina. A partire da questo, vengono scritti programmi nei vari linguaggi di programmazione ad alto livello di astrazione. Computer con microarchitetture differenti possono condividere lo stesso instruction set: ad esempio, l'Intel Pentium e l'AMD Athlon implementano versioni quasi identiche dell'instruction set x86, pur essendo internamente molto diversi.
Tra i dati nativamente disponibili troviamo le istruzioni, i registri, le modalità di indirizzamento, l'architettura della memoria, la gestione degli interrupt e delle eccezioni e l'eventuale I/O esterno.
Un'ISA (Instruction Set Architecture) è una specifica che definisce l'insieme di tutti i codici binari (opcode) che rappresentano i comandi eseguibili nativamente da un particolare design di CPU. L'insieme degli opcode di una specifica ISA è detto anche linguaggio macchina della ISA.
Un'ISA può anche essere emulata da un interprete software. Poiché l'emulatore deve tradurre da un'ISA ad un'altra, questa soluzione è in generale più lenta rispetto ad una ISA implementata in hardware. Oggi, i produttori di nuove ISA o microarchitetture spesso forniscono emulatori agli sviluppatori di software prima che l’hardware sia pronto. Questo permette loro di iniziare a lavorare e testare i loro programmi in anticipo.

## Tipologie
I diversi ISA possono essere divisi in due macro-categorie: i RISC (Reduced Instruction Set Computer) e i CISC (Complex Instruction Set Computer). Le ISA RISC tendono ad avere operazioni semplici e veloci, con un'ampia disponibilità di registri per memorizzare i risultati intermedi. Invece, le ISA CISC mettono a disposizione del programmatore istruzioni più complesse, che talvolta replicano quelle dei linguaggi di alto livello (ad esempio, la copia di stringhe nei processori x86). In entrambi i casi, i migliori set di istruzioni tendono ad essere i cosiddetti set ortogonali, in cui i diversi metodi di indirizzamento e i vari registri possono essere utilizzati in modo intercambiabile in tutte le istruzioni. Esempi famosi di set di istruzioni ortogonali sono quelli del Motorola 68000 (CISC) e del MIPS (RISC). L'ISA dei processori Intel x86 era originariamente poco ortogonale, ma è stata progressivamente migliorata nel tempo.
La distinzione tra set di istruzioni RISC e CISC è oggi un po' sfumata, perché la maggior parte dei processori consumer sono oggi dei CRISP, un misto tra i due tipi di set.
Inoltre, alcuni processori traducono l'ISA originale in un set di istruzioni interno, per ragioni e con modalità diverse:
- nel caso dell'Intel Pentium 4 e dell'AMD Athlon, è per liberarsi dalle limitazioni causate da un'ISA retrocompatibile ormai arcaica, e la conversione è eseguita direttamente da un hardware dedicato che effettua la necessaria decodifica;
- nel caso dei processori Transmeta, è per poter "tradurre" ISA di altri processori esistenti come se fossero proprie, e la traduzione è fatta da qualcosa di concettualmente molto simile alle routine firmware (denominate microcodice) memorizzate in un'area ROM ricavata sul silicio del microprocessore.

## Esempi
- Alpha AXP
- ARM
- IA-64
- MIPS
- Motorola 68000
- PA-RISC
- POWER
- PowerPC
- SPARC
- SuperH
- IBM System/360
- VAX
- x86
- p-code
- Java Virtual Machine
- LLVM IR